# Last Twilight
Last Twilight (tiếng Thái: ภาพนายไม่เคยลืม, tạm dịch: Chưa từng quên hình bóng người) là bộ phim truyền hình Thái Lan phát sóng năm 2023 với sự tham gia của Jirataphol Potiwihok (Jimmy) và Tawinan Anukoolprasert (Sea). 
Bộ phim được đạo diễn bởi Noppharnach Chaiwimol và sản xuất bởi GMMTV. Đây là một trong 19 dự án phim truyền hình trong năm 2023 được GMMTV giới thiệu trong sự kiện "GMMTV 2023 Diversely Yours" vào ngày 22 tháng 11 năm 2022. Bộ phim được phát sóng vào lúc 20:30 (ICT), thứ Sáu trên GMM 25, bắt đầu từ ngày 10 tháng 11 năm 2023. Bộ phim kết thúc vào ngày 26 tháng 1 năm 2024. 

## Nội dung
Với một khoảng nợ lớn, Mhok (Jirataphol Potiwihok), một sinh viên đại học khoa công nghệ đã nộp đơn xin làm người trông Day với mức lương cao. Day (Tawinan Anukoolprasert) là một tuyển thủ quốc gia môn cầu lông bị mất thị lực một phần do viêm giác mạc sau một tai nạn xe. Day thuê Mhok bởi vì Mhok không thương hại anh ta giống như những người khác. Trông khi Day chỉ còn lại khoảng 90 ngày trước khi bị mất thị lực hoàn toàn, Mhok đã đưa anh đi tìm tia sáng cuối cùng trong đời mình.

## Diễn viên

### Diễn viên chính
- Tawinan Anukoolprasert (Sea) vai Day
- Jitaraphol Potiwihok (Jimmy) vai Mhok

### Diễn viên phụ
- Pakin Kunaanuwit (Mark) vai Night (anh trai Day)
- Tipnaree Weerawatnodom (Namtan) vai Porjai (người yêu cũ Mhok)
- Thipakorn Thitathan (Ohm) vai August
- Rachanun Mahawan (Film) vai Gee
- Premsinee Ratanasopa (Cream) vai Mhon (mẹ của Day và Night)
- Kunchanuj Kengkarnka (Kun) vai Aon
- Thasorn Klinnium (Emi) vai Pla
- Apiwit Reardon (Rang) vai Pae
- Thames Sanpakit vai Singha

## Nhạc phim
| Tên bài hát                 | Thể hiện                                                  | Ref.  |
| --------------------------- | --------------------------------------------------------- | ----- |
| ประตูวิเศษ (Better Days)      | Jitaraphol Potiwihok (Jimmy) Tawinan Anukoolprasert (Sea) | [ 4 ] |
| ต้องโทษดาว... (Mhok Version) | Jitaraphol Potiwihok (Jimmy)                              | [ 5 ] |
| ต้องโทษดาว... (Day Version)  | Tawinan Anukoolprasert (Sea)                              | [ 6 ] |
| แค่คืบ (One Palm Distance)    | Kittiphop Sereevichayasawat (Satang)                      | [ 7 ] |
| ภาพสุดท้าย (Last Twilight)    | Jakrapatr Kaewpanpong (William)                           | [ 8 ] |